# 原鴞屬
原鴞屬，是一種生存於古新世中期的鴞形目鳥類，也是已知最早的鴞（貓頭鷹）。化石發現於美國科羅拉多州拉普拉塔的聖胡安河附近。